# Laurence Maroney
Laurence Maroney (St.Louis, 5 febbraio 1985) è un ex giocatore di football americano statunitense che ha militato nel ruolo di running back nella National Football League (NFL).

## Carriera universitaria
Frequenta le scuole superiori alla Normandy Senior High School di St. Louis, dove mette in mostra le sue doti di atleta in diverse discipline: football americano, atletica leggera, pallacanestro e baseball; viene in particolare nominato due volte miglior giocatore della squadra di pallacanestro e nel 2002 si classifica terzo ai campionati dello Stato del Missouri nei 200 metri. Maroney detiene tuttora il record della squadra di football americano con 1.903 yards corse nel 2002.
Passato ai Minnesota Golden Gophers, nella sua carriera sportiva a livello universitario incontra una forte concorrenza nel suo ruolo, partendo titolare soltanto in 14 partite sulle 36 complessivamente disputate, ma si guadagna diversi riconoscimenti e diviene il primo della squadra ed il terzo in assoluto nella Big Ten Conference a correre almeno 1.000 yards in ognuno dei suoi tre anni, per un totale di 3.933 yards corse.

## Carriera professionistica

### New England Patriots
Al draft NFL 2006 è stato selezionato come ventunesima scelta assoluta dai New England Patriots. Ha debuttato nella NFL il 10 settembre 2006 contro i Buffalo Bills.
Maroney nel suo primo anno ha saltato solamente due partite della stagione regolare causa un infortunio alla cartilagine di una costola.
L'anno seguente diventa titolare saltando in totale 3 partite causa una contusione al bacino e risultando fra i protagonisti della stagione terminata con la sconfitta nel Super Bowl XLII ad opera dei New York Giants, dopo che i Patriots avevano concluso la stagione regolare con 16 vittorie su altrettante partite.
Il suo primo grave infortunio arriva nella stagione 2008, quando dopo solo 3 partite si infortuna alla spalla. Il 20 ottobre 2008 viene messo sulla lista infortunati.
Nella stagione 2009 ritorna a giocare buone prestazioni, ma non riesce a raggiungere in maniera fissa il posto da titolare.
Dopo la prima partita della stagione 2010 viene ceduto ai Denver Broncos.

### Denver Broncos
Il 14 settembre 2010 viene scambiato per la 4a scelta del draft NFL 2011, mentre i Broncos hanno ricevuto dai Patriots oltre al giocatore la 6a scelta del draft NFL 2011. Ha firmato un contratto di un anno, prendendo il numero di maglia 26.
Il 3 marzo 2011 i Broncos lo lasciano libero e Maroney diventa unrestricted free agent.

## Curiosità
Il 18 gennaio 2011 è stato arrestato a St. Louis per il possesso di arma da fuoco.

## Vittorie e premi
- (1) Running back della settimana (4a settimana della stagione 2006).
- (1) Rookie della settimana (4a settimana della stagione 2006).
- (1) Miglior giocatore degli special team della settimana della AFC (7a settimana della stagione 2006).

## Statistiche
| Partite totali                   | 49    |
| Partite totali da titolare       | 17    |
| Yard su ricezione                | 459   |
| Touchdown su ricezione           | 1     |
| Yard su corsa                    | 2.504 |
| Touchdown su corsa               | 21    |
| Yard su ritorni di kick off      | 1.062 |
| Touchdown su ritorni di kick off | 0     |